# Trenton (Michigan)
Trenton is een plaats (city) in de Amerikaanse staat Michigan, en valt bestuurlijk gezien onder Wayne County.

## Demografie
Bij de volkstelling in 2000 werd het aantal inwoners vastgesteld op 19.584.
In 2006 is het aantal inwoners door het United States Census Bureau geschat op 19.068, een daling van 516 (-2.6%).

## Geografie
Volgens het United States Census Bureau beslaat de plaats een oppervlakte van
19,4 km², waarvan 18,9 km² land en 0,5 km² water.

## Plaatsen in de nabije omgeving
De onderstaande figuur toont nabijgelegen plaatsen in een straal van 8 km rond Trenton.

## Geboren
- Mary Lynn Rajskub (1971), actrice en stand-upcomédienne